# Havana (rasă de iepure)

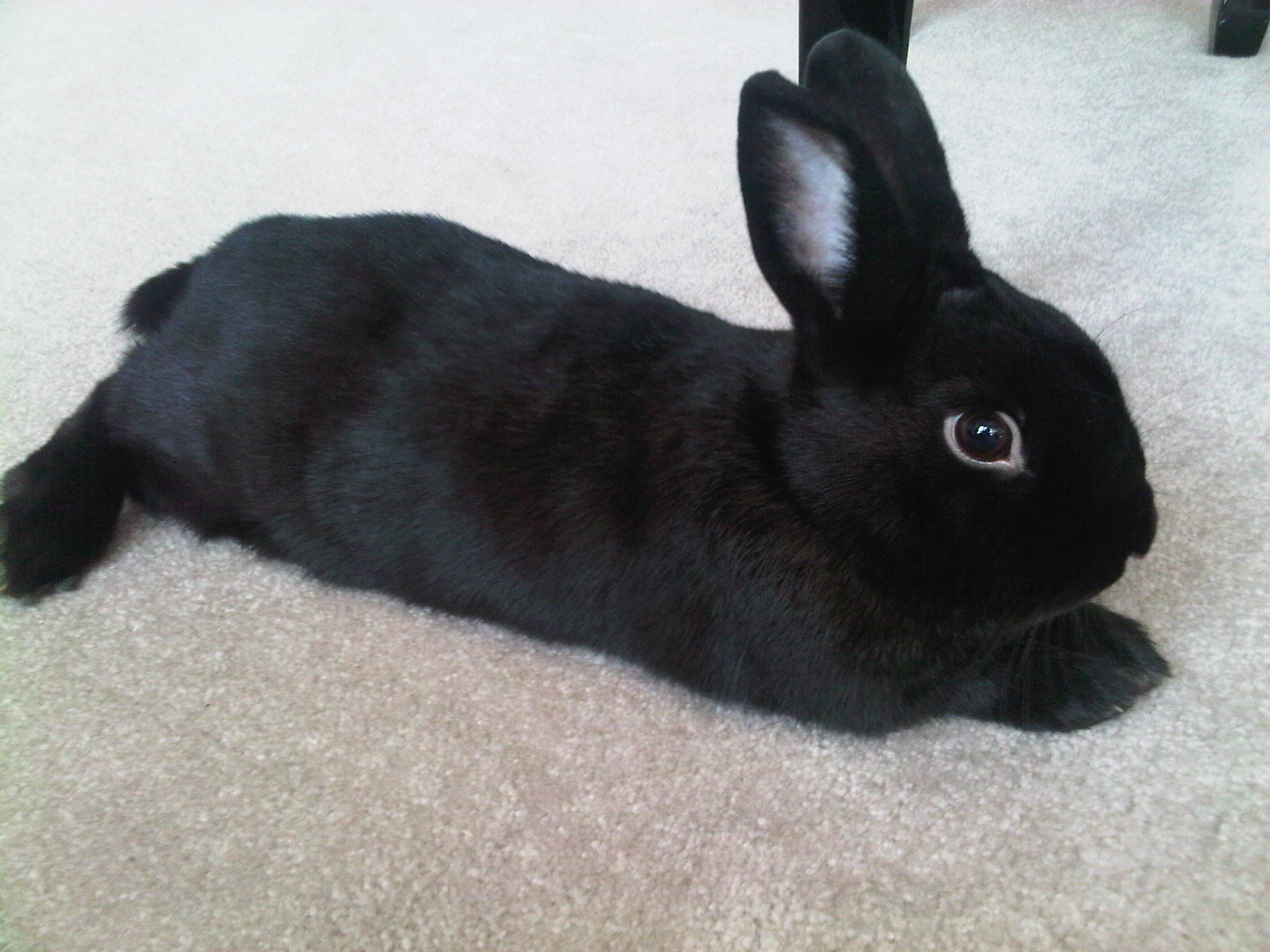
Iepure din rasa Havana

Havana este o rasă de iepure de casă care a apărut pentru prima dată în Țările de Jos în anul 1898. Este înrudită cu Fee de Marbourg, Perlefee, Gris Perle de Hal și alte rase. Havana este recunoscută de asociația American Rabbit Breeders Association în cinci culori: ciocolată, lila, negru, albastru și pestriț. Greutatea lor medie variază între 2 și 2,9 kg.

## Istorie
Rasa de iepure „Havana” a apărut în Statele Unite ale Americii și a fost acceptată în ARBA (American Rabbit Breeders Association) în anul 1916, sub denumirea de „Havana standard”. Havana s-a popularizat foarte repede datorită înfățișării frumoase a ochilor și a blănii, făcând ca pieile acestora să fie la mare căutare.

## Legături externe
- Istoricul rasei Havana